# 黑尔韦格
黑尔韦格是德国下萨克森州的一个市镇。总面积27.45平方公里，总人口1102人，其中男性547人，女性555人（2011年12月31日），人口密度40人/平方公里。